# Simon Strauss
Simon Strauss (* 3. Jänner 2000 in Salzburg) ist ein österreichischer Fußballspieler.

## Karriere

### Verein

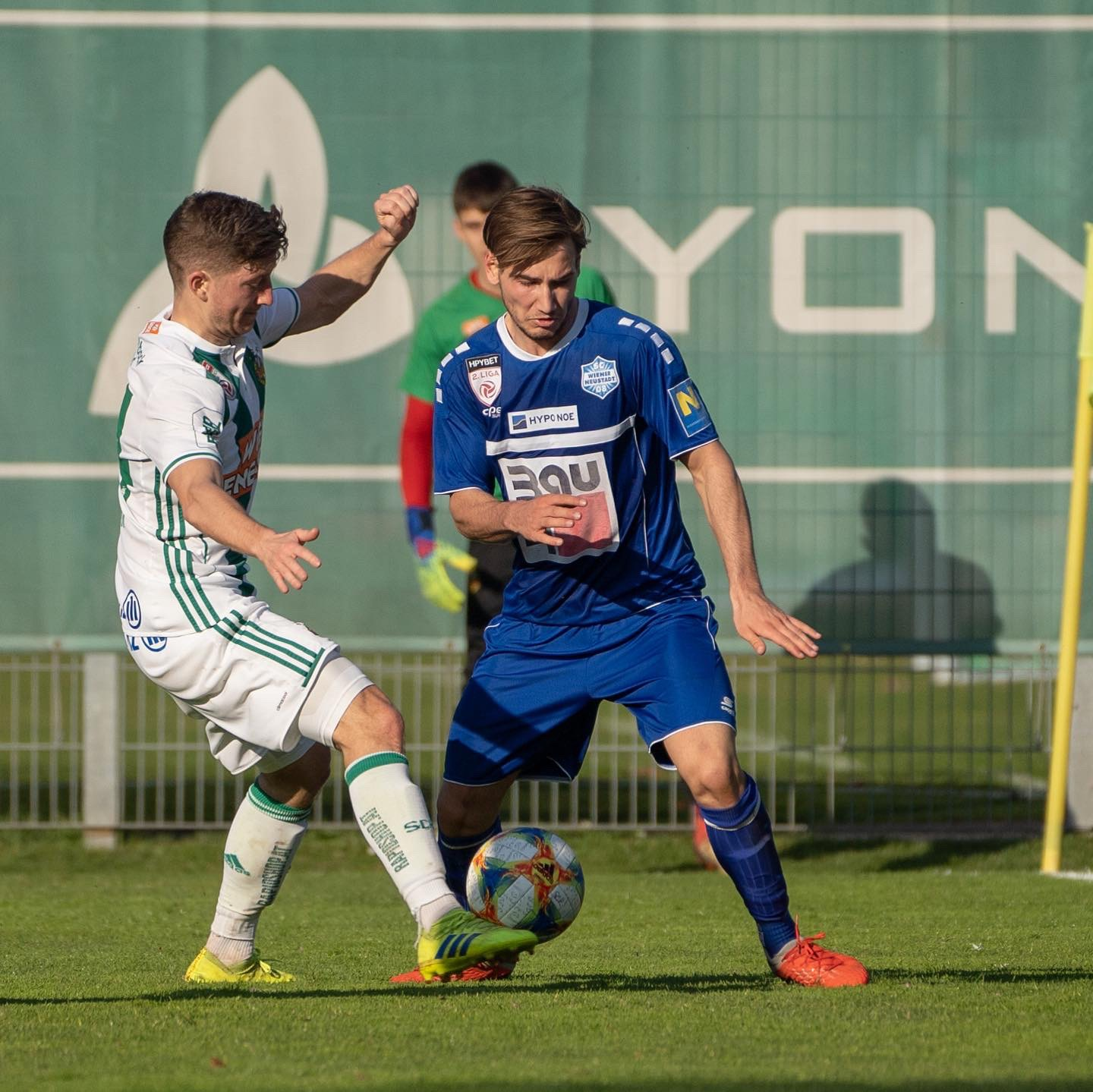
Simon Strauss im Dress von Wiener Neustadt (2019)

Strauss begann seine Karriere beim SC Golling. 2011 kam er in die Jugend des FC Red Bull Salzburg. Zwischen 2012 und 2013 spielte er in der Jugend des FC Liefering. Ab 2014 kam er in der Akademie von Red Bull Salzburg zum Einsatz.
Im Jänner 2017 wechselte er zum Regionalligisten SV Grödig. Im März 2017 debütierte er in der Regionalliga, als er am 20. Spieltag der Saison 2016/17 gegen den Salzburger AK 1914 in der Halbzeitpause für Steven Schmidt eingewechselt wurde. Nach sechs Spielen für Grödig wechselte er zur Saison 2017/18 zum Ligakonkurrenten TSV St. Johann. Für St. Johann kam er zu 17 Regionalligaeinsätzen.
Im Jänner 2018 schloss Strauss sich dem viertklassigen ASKÖ Oedt an. Für Oedt kam er zu vier Einsätzen in der OÖ Liga. Nach einem halben Jahr bei Oedt wechselte er nach Norwegen zum Drittligisten FK Tønsberg.
Nach dem Ende der Saison 2018 kehrte er im Februar 2019 nach Österreich zurück und wechselte zum Zweitligisten SC Wiener Neustadt. Sein Debüt in der 2. Liga gab er im Juni 2019, als er am 30. Spieltag der Saison 2018/19 gegen den Floridsdorfer AC in der Startelf stand.
Nach dem Zwangsabstieg von Wiener Neustadt wechselte er zur Saison 2019/20 zum Regionalligisten USK Anif.

### Nationalmannschaft
Strauss absolvierte 2014 ein Spiel für die österreichische U-15-Auswahl.

## Persönliches
Sein Bruder Felix (* 2001) ist ebenfalls Fußballspieler.